# ГЕС Salvajina
ГЕС Salvajina — гідроелектростанція у південній частині Колумбії. Використовує ресурс із верхів'я річки Каука, яка після цього довго тече на північ до впадіння ліворуч у Магдалену (має устя на узбережжі Карибського моря біля міста Барранкілья).
У межах проєкту річку перекрили кам'яно-накидною греблею із бетонним облицюванням висотою 148 метрів та довжиною 400 метрів. На час її спорудження воду відвели за допомогою двох тунелів довжиною по 0,8 км. Гребля утримує витягнуте по долині річки на 27 км водосховище з площею поверхні 23,1 км2 та об'ємом 956 млн м3 (корисний об'єм 753 млн м3).
Пригреблевий машинний зал обладнали трьома турбінами типу Френсіс потужністю по 90 МВт, які при напорі у 92 метри повинні забезпечувати виробництво 1050 млн кВт·год електроенергії на рік.
Окрім продукування електроенергії, комплекс виконує функції захисту від повеней та іригації.